# La Pola de Gordón
La Pola de Gordón ist eine Gemeinde (Municipio)  mit 2.842 Einwohnern (Stand: 2024) im nordwestlichen Zentral-Spanien in der Provinz León in der Autonomen Gemeinschaft Kastilien-León. Die Gemeinde besteht neben dem namensgebenden Hauptort aus den Ortschaften Los Barrios de Gordón, Beberino, Buiza, Cabornera, Ciñera, Folledo, Geras, Huergas de Gordón, Llombera, Nocedo de Gordón, Paradilla de Gordón, Peredilla, Santa Lucía, Vega de Gordón, La Vid und Villasimpliz.

## Geografie
La Pola de Gordón ist eine Bergbaustadt im nördlichen Teil der Provinz León und liegt an den Südhängen des Kantabrischen Gebirges am Benesga in einer Höhe von 1005 m. Die Stadt León liegt etwa 29 Kilometer südsüdöstlich von La Pola de Gordón.

## Bevölkerungsentwicklung
| Jahr        | 1900 | 1950 | 1981 | 1991 | 2001 | 2011 | 2021 |
| ----------- | ---- | ---- | ---- | ---- | ---- | ---- | ---- |
| Einwohner   | 4486 | 6761 | 7421 | 5965 | 4994 | 3989 | 3060 |
| Quelle: INE |      |      |      |      |      |      |      |

## Persönlichkeiten
- Gregorio María Aguirre y García (1835–1913), Bischof von Lugo (1885–1894), Erzbischof von Burgos (1894–1909), Erzbischof von Toledo (1909–1913), Kardinal (1907–1913)
- Carlos Martínez Alonso (* 1950), Immunologe
- Noemí Sabugal (* 1979), Schriftstellerin und Journalistin
- Sergio Sánchez (* 1982), Leichtathlet (Langstrecke)

## Sehenswürdigkeiten
- Kirche Mariä Himmelfahrt in La Pola de Gordón
- Peterskirche in Berberino
- Kapelle des Guten Erfolgs, Wallfahrtsort
- Rathaus

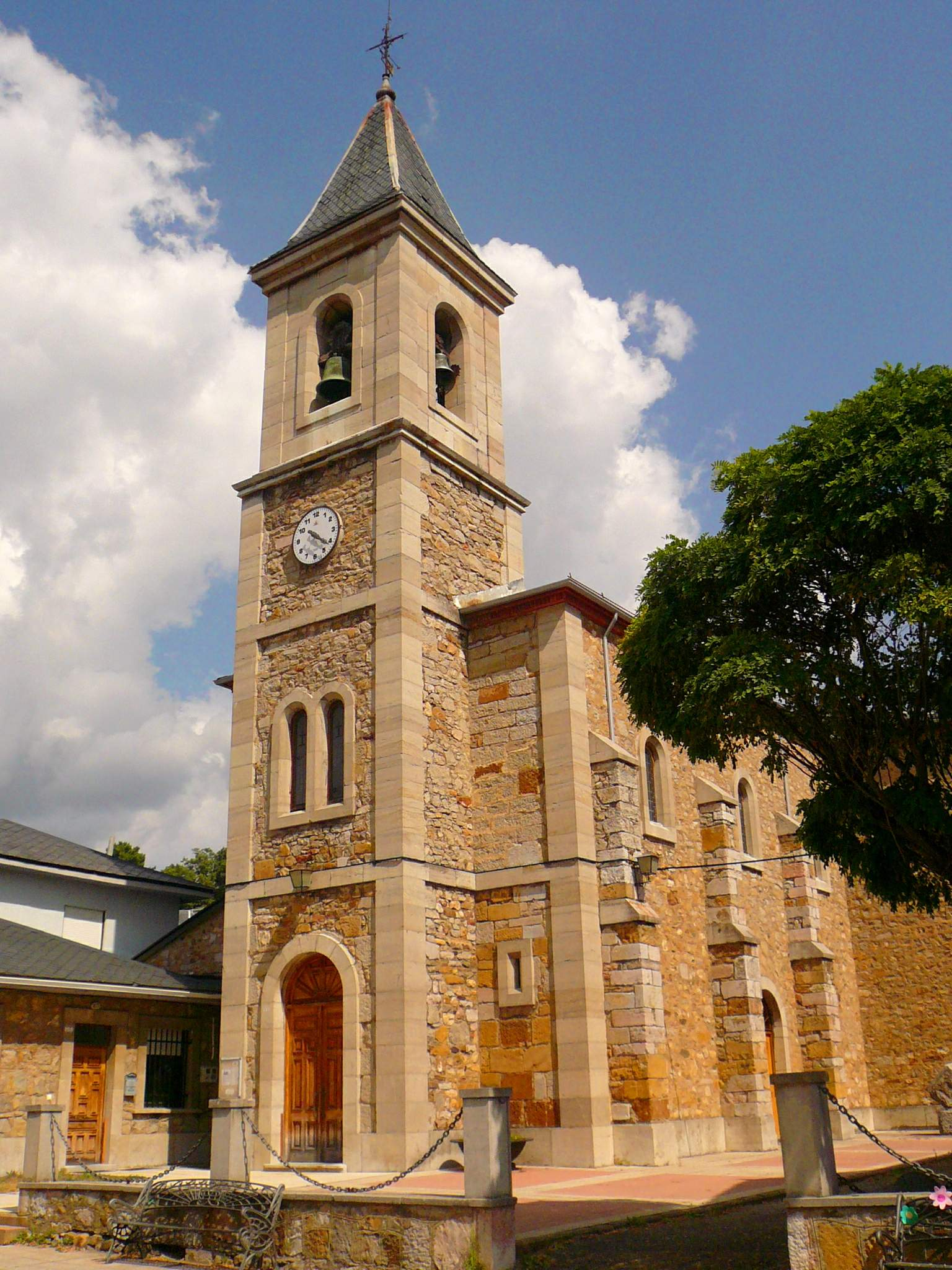
Kirche Mariä Himmelfahrt
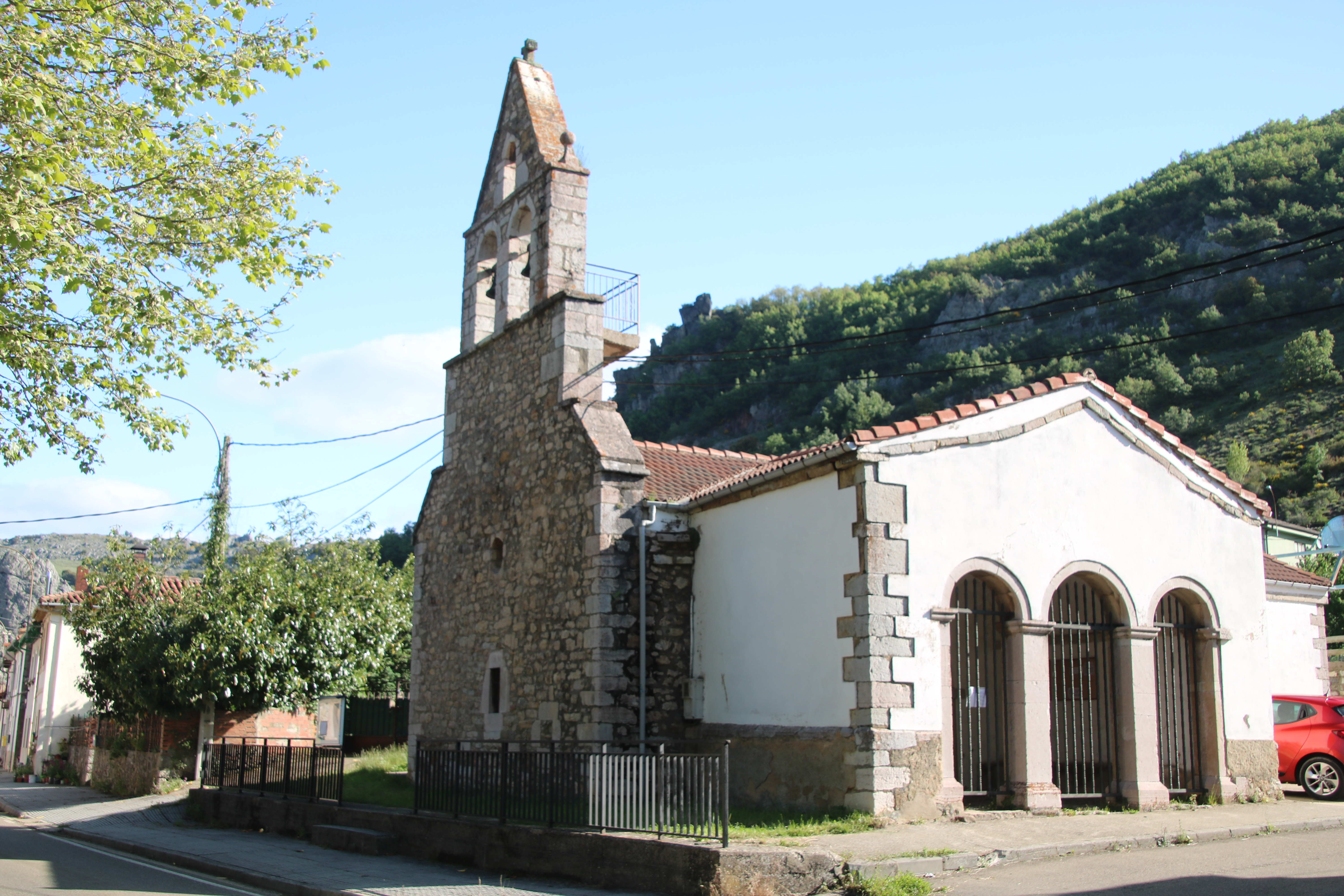
Peterskirche
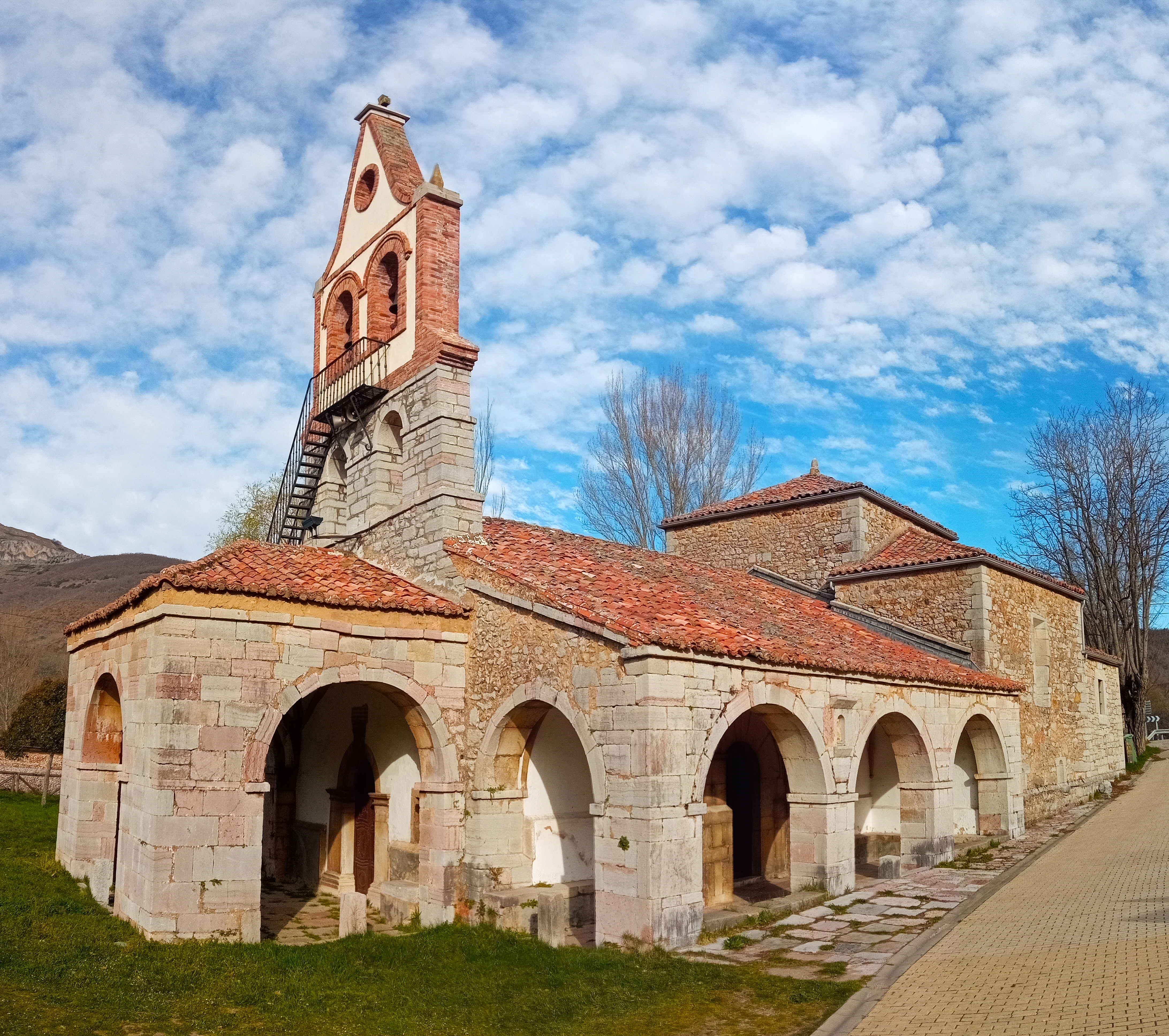
Kapelle des Guten Erfolgs
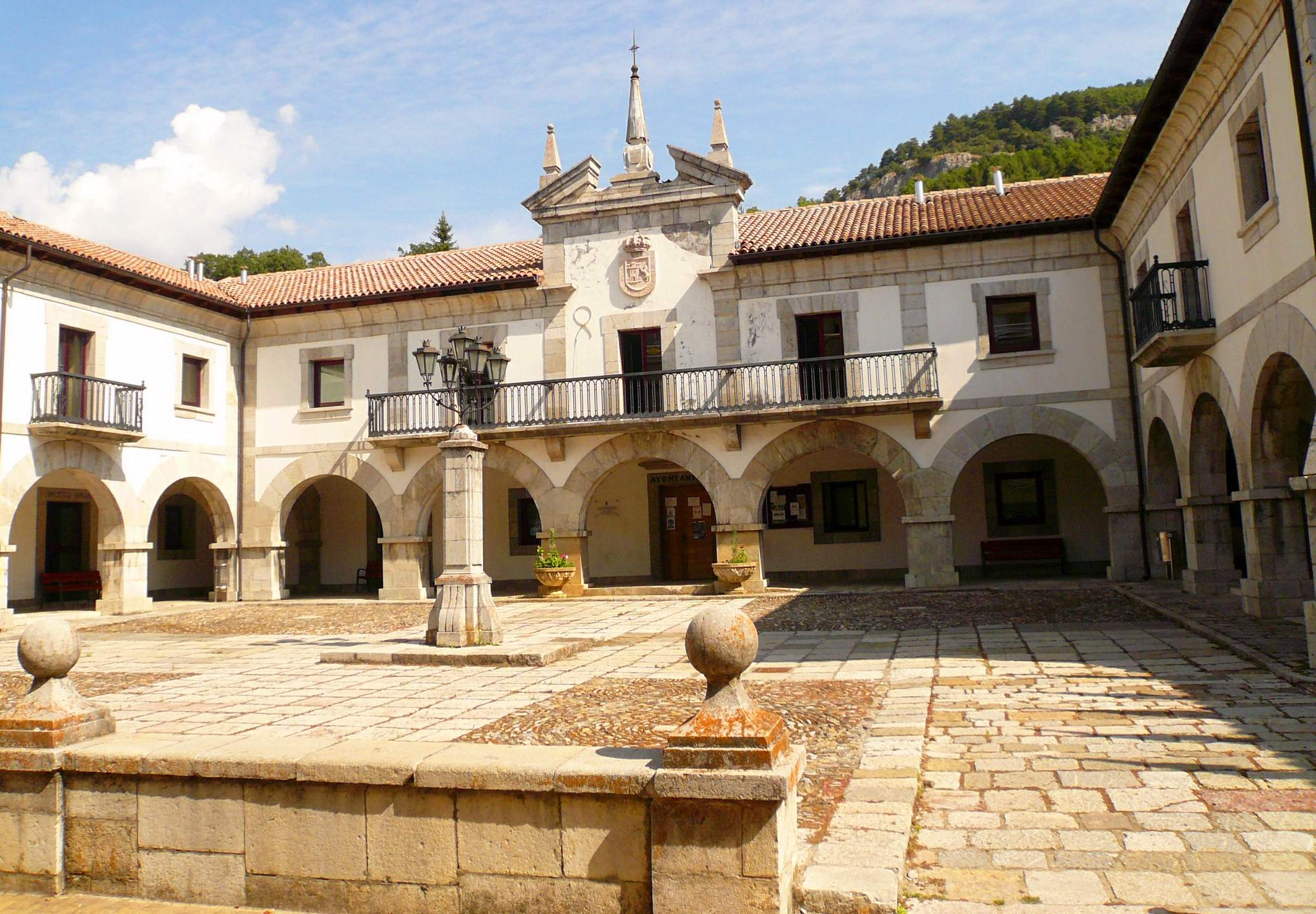
Rathaus